# Hans Wilhelmsson Ahlmann
Hans Wilhelmsson Ahlmann (Karlsborg, 14 novembre 1889 – Stoccolma, 10 marzo 1974) è stato un geografo svedese.
Insegnò nell'Università di Stoccolma dal 1929 al 1950 e, dal 1956 al 1960, fu presidente dell'Unione Geografica Internazionale.
Fu autore di importanti studi di glaciologia e si interessò specialmente dei rapporti tra fluttuazioni glaciali e oscillazioni climatiche. Si occupò anche di geografia umana, conducendo ricerche sull'Italia meridionale e sulla Libia settentrionale. Collaborò alla stesura dell'Enciclopedia Italiana per la geografia della Scandinavia.

### Opere
- 1925 – Études de géographie humaine sur l'Italie subtropicale
- 1928 – La Lybie Septentrionale